# Шахрай Зіп
Шахрай Зіп (англ. Zip, the Dodger) — американська короткометражна кінокомедія Роско Арбакла 1914 року.

## У ролях
- Роско ’Товстун’ Арбакл — Зіп
- Мінта Дарфі  — дівчина з паасолькою
- Воллес МакДональд — хлопець Мінти
- Філліс Аллен — мама Мінти
- Джозеф Суікерд — оператор
- Чарльз Ейвері — чоловік на лаві
- Біллі Беннетт — торговець квітами
- Чарлі Чейз — клієнт в другій групі
- Френк Долан — клієнт в третій групі